# 圣波谢尔
圣波谢尔（法語：Saint-Porchaire，法語發音：[sɛ̃ pɔʁʃɛʁ]）是法国滨海夏朗德省的一个市镇，位于该省中部，属于桑特区。

## 地理
圣波谢尔（45°49'18"N, 0°47'7"W）面积17.4 平方千米，位于法国新阿基坦大区滨海夏朗德省，该省份为法国西部滨海省份，北起旺代省，西临大西洋，南至吉倫特省，东南接多爾多涅省，东北接德塞夫勒省接壤，东临夏朗德省。
与圣波谢尔接壤的市镇（或旧市镇、城区）包括：莱塞萨尔、热村、普拉赛、罗姆古、阿尔努河畔圣叙尔皮斯。

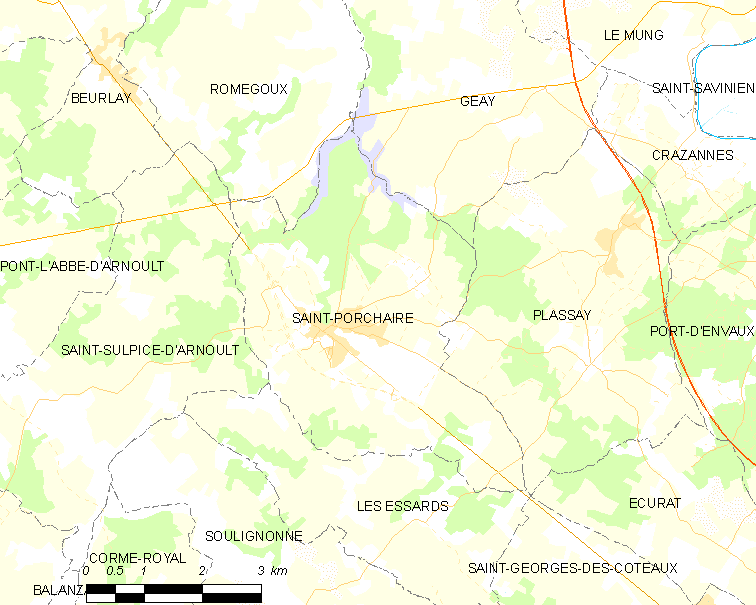
圣波谢尔的OSM定位图

圣波谢尔的时区为UTC+01:00、UTC+02:00（夏令时）。

## 行政
圣波谢尔的邮政编码为17250，INSEE市镇编码为17387。

## 政治
圣波谢尔所属的省级选区为圣波谢尔县。

## 人口

1962-2008年间圣波谢尔人口变化图示

圣波谢尔于2022年1月1日时的人口数量为1988人。